# Базиліка Марії Утішительки у Граці
Базиліка Марії Утішительки у Граці (нім. Mariatrost Basilica, Базиліка Маріятрост) — парафіяльна і паломницька барокова церква на горі Пурберг (висотою 469 м) у окрузі Граца — Маріятрост. Храм є одним із найвідоміших паломницьких об'єктів федеральної землі Штирії на південному сході Австрії. На гору до церкви можна піднятися по сходах Ангела, які мають 216 сходинок.
Штирія є однією з найрелігійніших федеральних земель Австрії. Базиліка Марії Утішительки у Граці є другою найважливішою марійською святинею Штирії після базиліки Маріяцель. До базиліки щороку приходять тисячі паломників з Австрії, Угорщини та Хорватії. Паломників до базиліки притягає прекрасна чудотворна статуя Діви Марії, яка відома своїми чудесами ще з XVII століття.

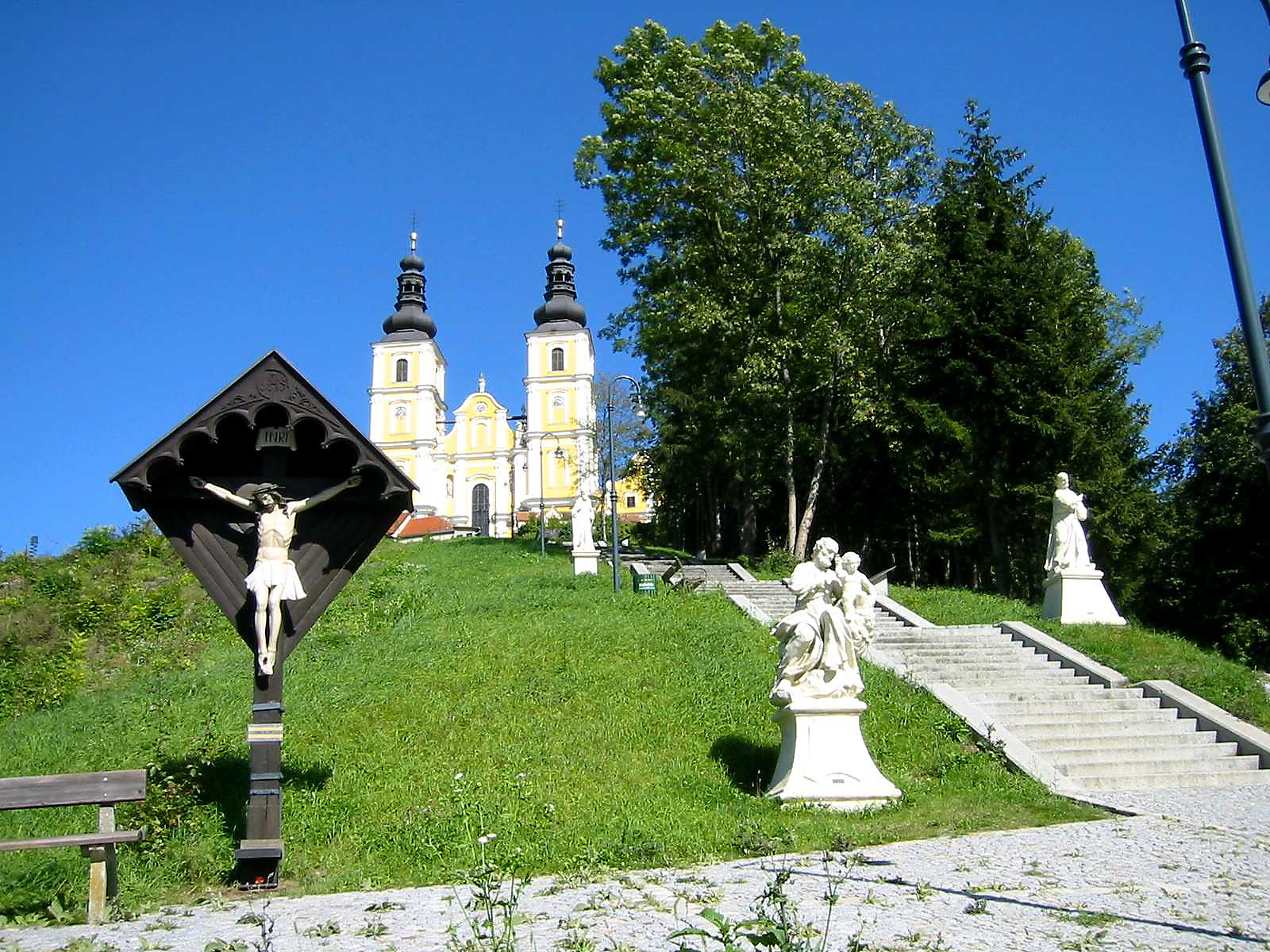
2004

## Історія
Будівництво церкви для отців ордену Святого Павла розпочалося в 1714 році Андреасом Стенгом (1660—1741) та його сином Йоганом Георгом Стенгом і було завершене в 1724 році.
У 1708–1786 роках тут був монастир отців паулінів, а в 1842–1996 роках францисканський монастир. Пауліни почали будувати церкву, однак під час правління імператора Йосифа II змушені були покинути Штирію внаслідок секуляризації.

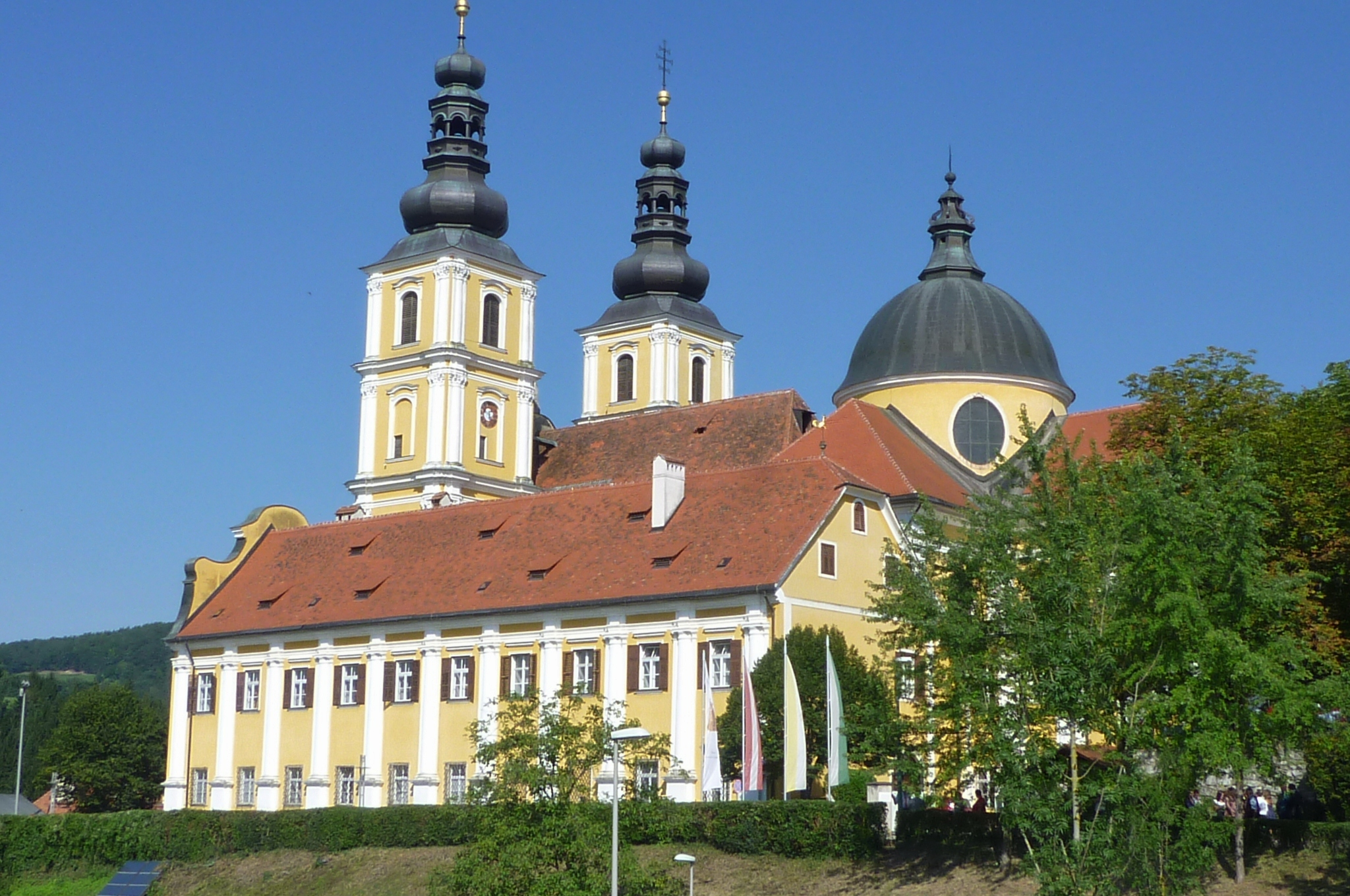
Монастир і церква. 2012

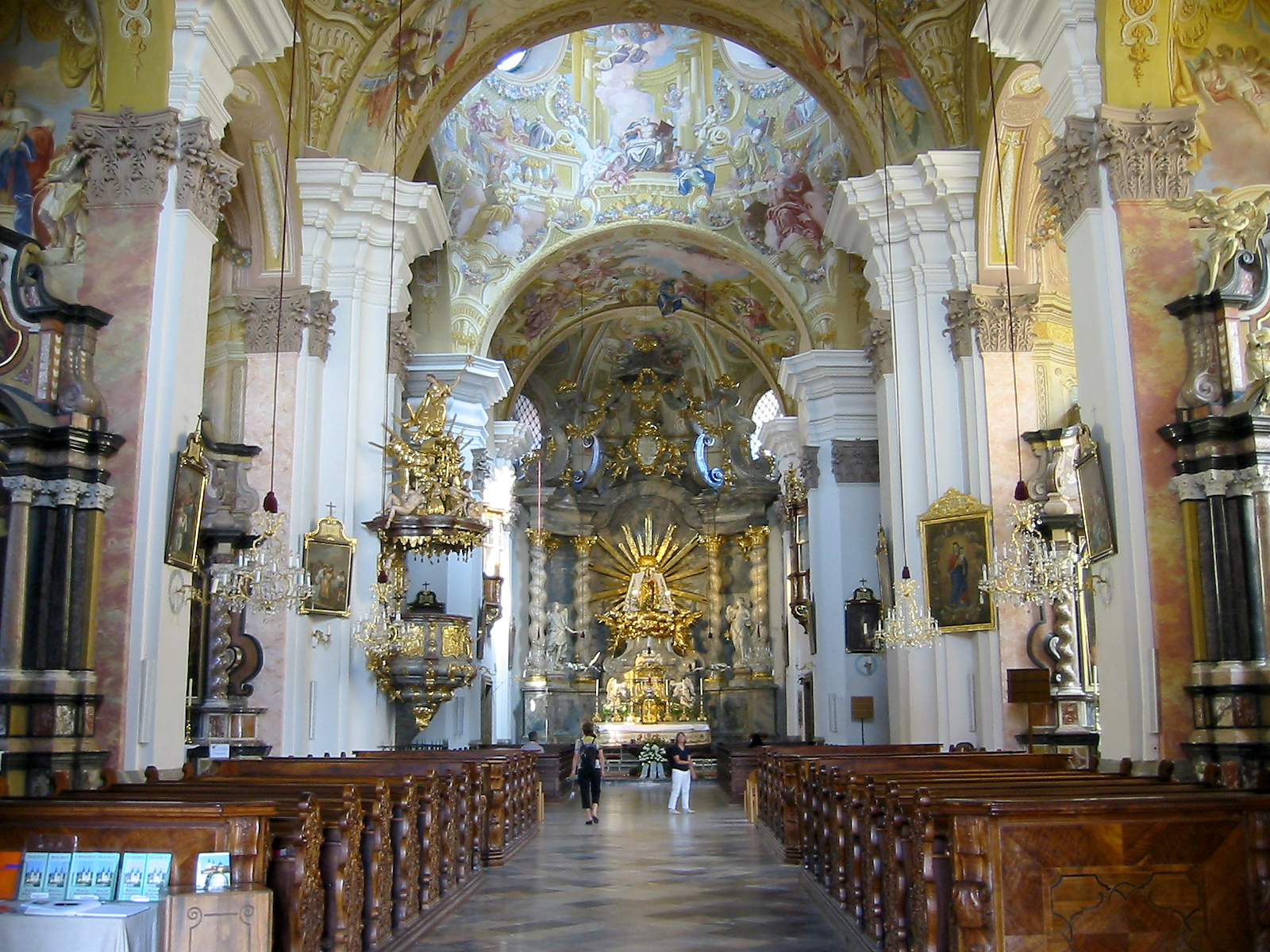
Інтер'єр

Будівництво було завершене францисканцями, коли базиліка перейшла до їхніх рук. Після відходу францисканських ченців у 1996 році базиліка стала звичайною парафія́льною церквою. Через три роки, 28 жовтня 1999 року Папа Римський Іван Павло II надав церкві титул Мала базиліка.

## Архітектура

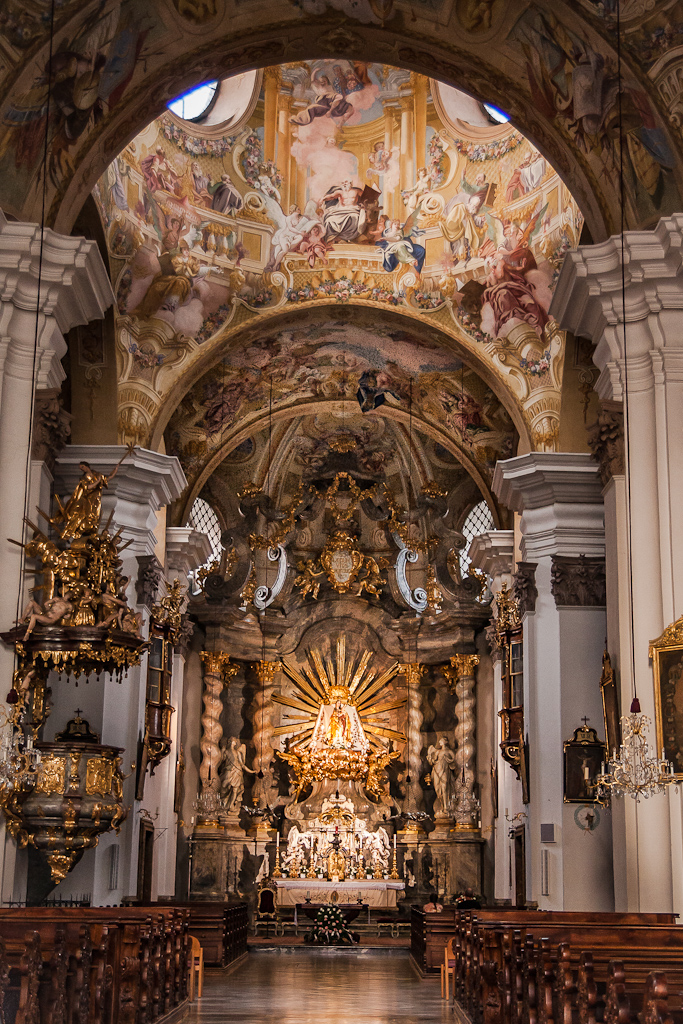

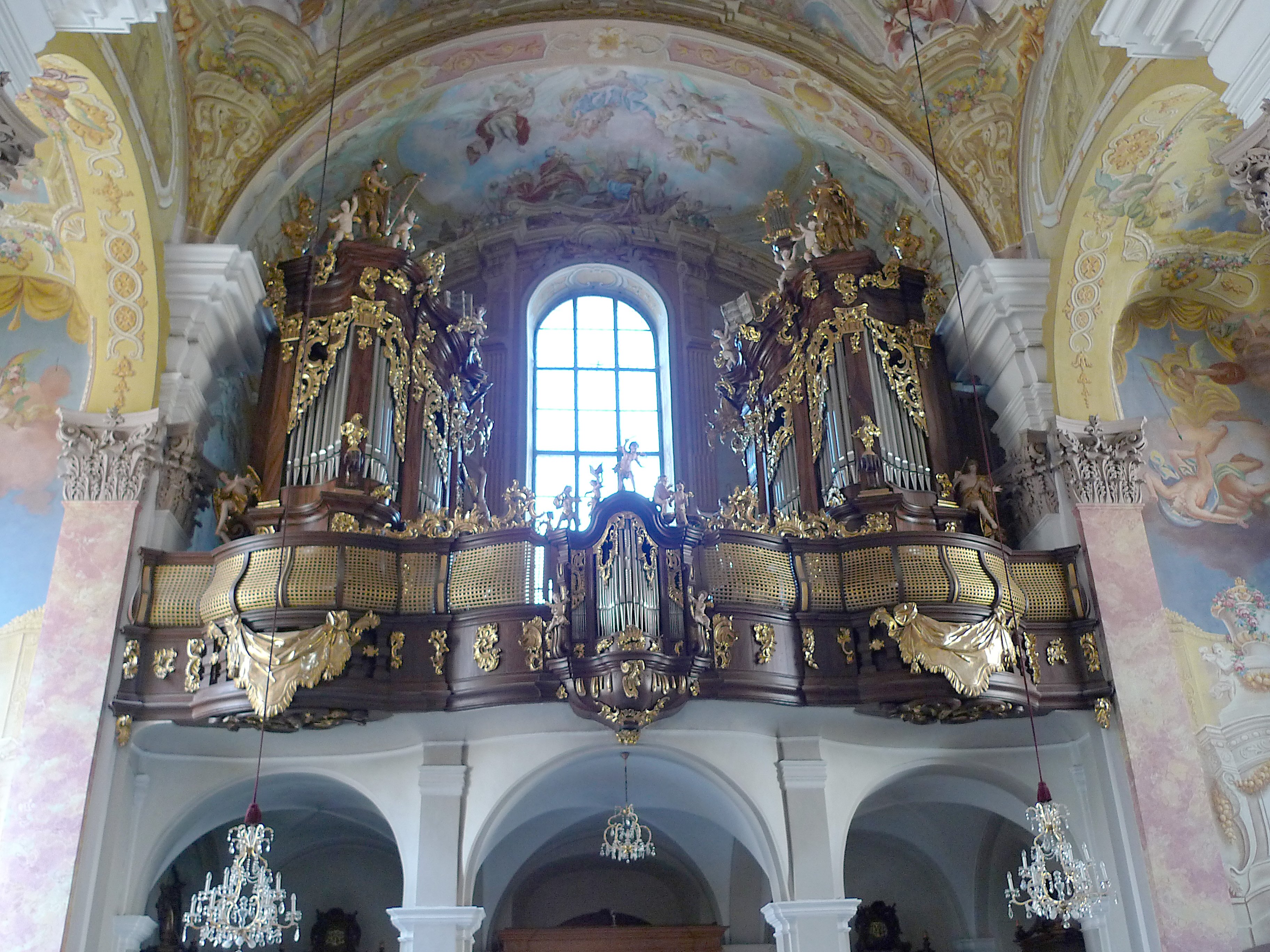
Орган

Характерними ознаками цієї сакральної споруди є дві вежі фасаду жовтого кольору висотою 61 м, що стоять по обидві сторони від входу, та купол за ними, які можна побачити здалека. До церкви приєднані два виступаючі крила колишнього монастиря. Базиліку відвідують не тільки віруючі, вона цікава також своєю архітектурою. На її стінах можна побачити чудові фрески про життя Діви Марії. Великими фресками з 1736 року прикрашена каплиця Павла, яка опалюється, і взимку церковні служби відбуваються тут.
Головний вівтар має чотири вигнуті колони з готично-бароковим зображенням Святої Марії (близько 1460). Для позолоченого німбу (1741–1743 рр.) було витрачено 70 кг міді. Кафедра церкви роботи Вайта Кенігера є окрасою інтер'єру, вона датується 1779 роком. На ній представлені сцени з життя Діви Марії та скульптурки трьох алегоричних фігур жінок з хрестом, з якорем і з палаючим серцем, що символізують три божественні чесноти — Віру, Надію та Любов.

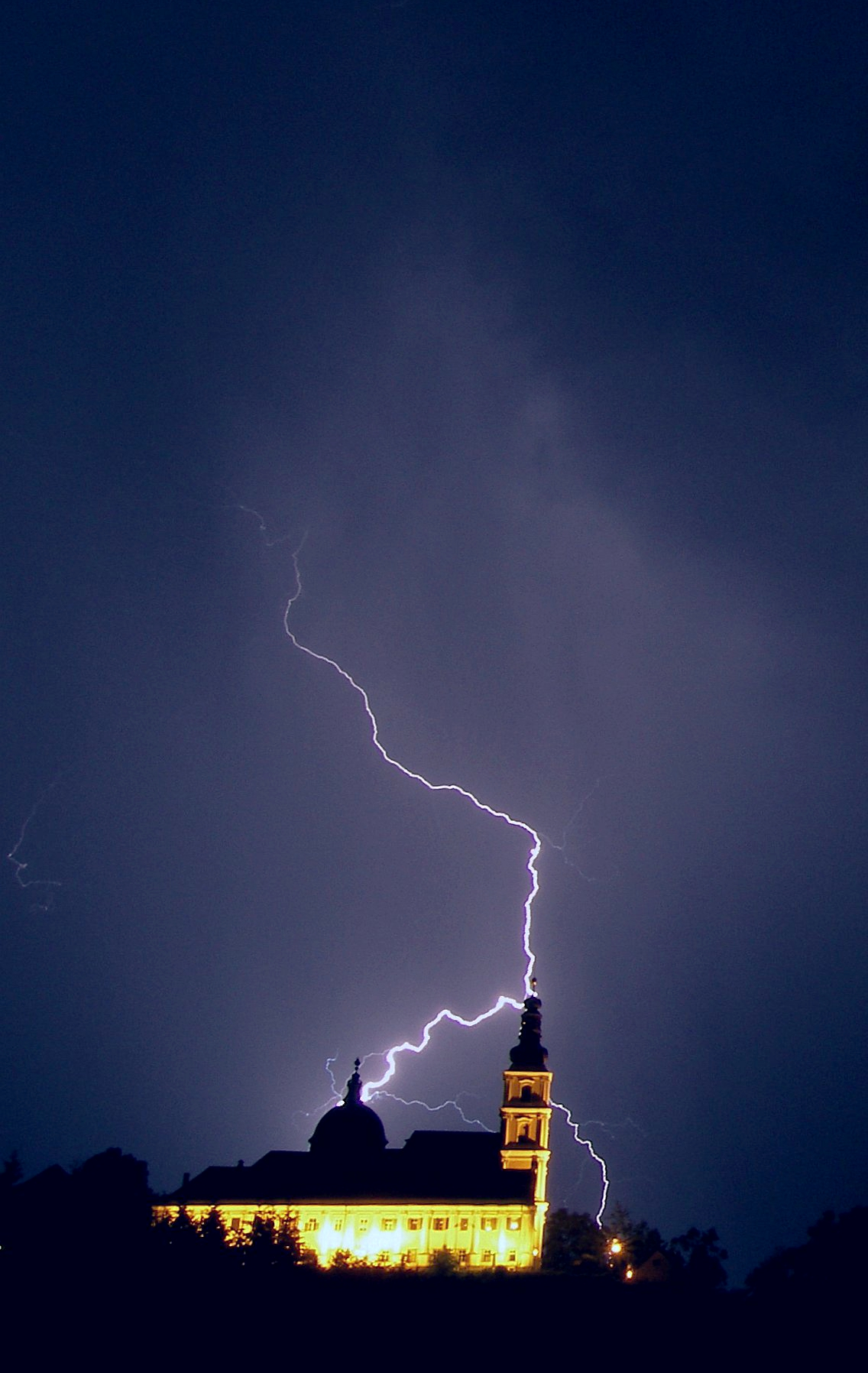

Великий купол тематично присвячений коронації Діви Марії на небесах. Розписи у першому склепінні після купола показують перемогу над турками під час Віденської битви. Крім імператора Леопольда I Габсбурга можна впізнати короля Яна Собеського та єпископа Леопольда Колонича.

## Орган
Над входом до церкви розміщений орган роботи австрійської компанії Пфлюгер Орґелбау, що був встановлений у 1993 році. Він має 45 регістрів, три ручні клавіатури і педалі для ніг. Корпус органу прикрашений скульптурами короля Давида і Святої Цецилії. Фігурки ангелів грають на скрипці, флейті, барабанах, тромбонах, трубах і литаврах.
Церковні служби у храмі відбуваються у будні дні о 7:00 годині вечора, а кожної неділі о 8:00 ранку та о 10:30 ранку.